# Автошлях Т 1814
Автошля́х Т 1814 — автомобільний шлях територіального значення у Рівненській області. Пролягає територією Рокитнівського району і є виїздом із Рокитного до перетину з E373. Загальна довжина — 3,2 км.

## Маршрут
Автошлях проходить через такі населені пункти:
| Автошлях Т 1814     |              |
| Рівненська область  |              |
| Рокитнівський район |              |
| Рокитне             | Т 1818Т 1829 |
| перетин із E373М07  |              |